# بيلي كاي
جيسيكا ماكاي (بالإنجليزية: Billie Kay) (ولدت في 23 يونيو 1989) مصارعة أسترالية محترفة تلعب في اتحاد دبليو دبليو إي تحت اسم بيلي كاي ،وتؤدي ضمن علامة دبليو دبليو إي سماكداون التجارية.

## روابط خارجية
- بيلي كاي على موقع IMDb (الإنجليزية)
- بيلي كاي على موقع دبليو دبليو إي (الإنجليزية)
- بيلي كاي على موقع WrestlingData.com (الإنجليزية)
- بيلي كاي على موقع CageMatch worker (الإنجليزية)
- بيلي كاي على موقع قاعدة بيانات المصارعة على الإنترنت (الإنجليزية)
- بيلي كاي على موقع عالم المصارعة على الإنترنت (الإنجليزية)
- بيلي كاي على موقع عالم المصارعة على الإنترنت (الإنجليزية)

- صفحة Billie Kay على دبليو دبليو إي.كوم